# Werner Kriess
Werner Kriess (* 6. September 1947 in Klagenfurt) ist ein ehemaliger österreichischer Fußball-Nationalspieler.

## Karriere
Der Verteidiger Werner Kriess begann mit dem Fußballspielen bei Polizei Klagenfurt, ehe er 1967 in die Nationalliga zur Vienna kam. Nach nur einem Jahr wurde er von Branko Elsner nach Innsbruck geholt, wo er beim FC Wacker Innsbruck beziehungsweise der SSW Innsbruck bis zur Abstiegssaison 1978/79 spielte. Dieser Zeitraum gestaltete sich besonders erfolgreich, denn es konnten gleich fünf Meisterschaften sowie fünf ÖFB-Cuptitel gewonnen werden. International war das Viertelfinale im Europapokal der Landesmeister 1978 der größte Erfolg.
Dank seiner Leistungen in Innsbruck stand Werner Kriess erstmals 1971 gegen Ungarn im Team und war Teil der Mannschaft, die in der WM-Qualifikation 1974 erst im Entscheidungsspiel gegen Schweden in Gelsenkirchen unterlag. Der Verteidiger wurde zum Stammspieler, trug auch bald die Kapitänsschleife unter Leopold Šťastný. Ein Unterschenkelbruch 1975 bei seinem 15. Länderspiel in Wales beendete seine Teamkarriere allerdings abrupt.
Zu seinem Karriereende spielte der Kärntner in der 2. Division bei der IG Bregenz/Dornbirn ab 1980, die er anschließend auch als Trainer bis 1983 übernahm. In der Saison 1983/84 sah man Werner Kriess noch einmal in der Bundesliga, als Trainer des SK VOEST Linz, in Folge betätigte er sich als Journalist beim Kurier und bei der Tiroler Krone.
2015 gab er die Nutzung von Captagon in seiner Innsbrucker Zeit zu. Die Verwendung sei im Fußball üblich gewesen und er sei nie einem Dopingtest unterzogen worden.

## Erfolge
- 1 × Viertelfinale Europacup der Landesmeister: 1978

- 5 × Österreichischer Meister: 1971, 1972, 1973, 1975, 1977
- 5 × Österreichischer Cupsieger: 1970, 1973, 1975, 1978, 1979

- 15 Spiele für die österreichische Fußballnationalmannschaft von 1971 bis 1975